# Michaeloplia prolata
Michaeloplia prolata är en skalbaggsart som beskrevs av Marc Lacroix 1997. Michaeloplia prolata ingår i släktet Michaeloplia och familjen Melolonthidae. Inga underarter finns listade i Catalogue of Life.